# Mateusz Świrski
Mateusz Świrski herbu Szaława – chorąży krasnostawski w latach 1775-1785, stolnik chełmski w latach 1775-1778, podczaszy chełmski w latach 1771-1785, podstoli chełmski w latach 1770-1771, pisarz grodzki chełmski w latach 1757-1767, cześnik krasnostawski w latach 1752-1770, podstarości krasnostawski w 1784 roku, członek konfederacji radomskiej w 1767 roku.